# Betty Lou Keim
Pour les articles homonymes, voir Keim.

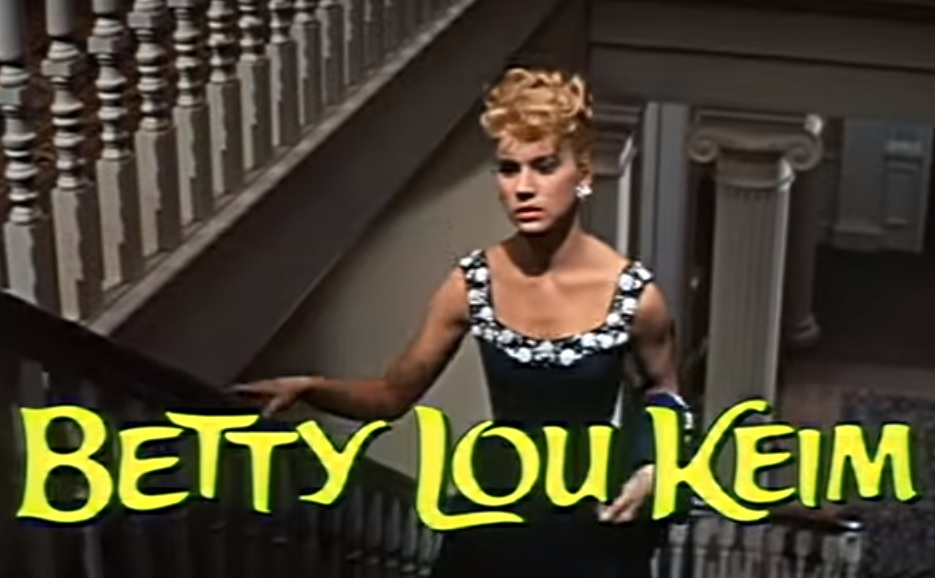
Dans Comme un torrent (bande-annonce, 1956)

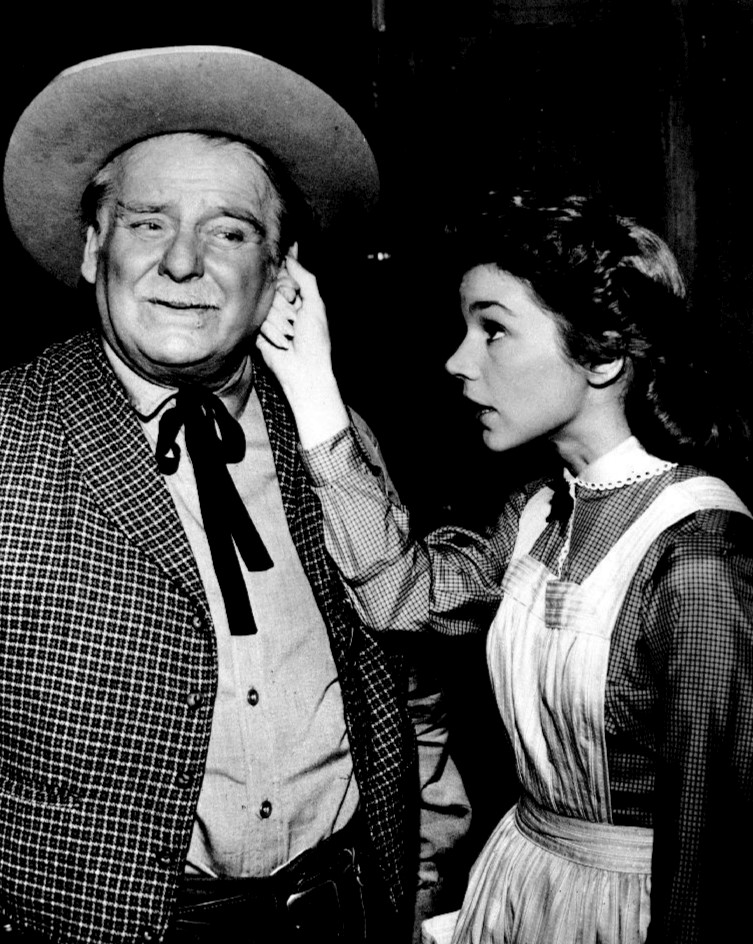
Avec Wallace Ford, dans la série The Deputy (1959-1960, photo promotionnelle)

Betty Lou Keim, née le 27 septembre 1938 à Malden (Massachusetts) et morte le 27 janvier 2010 à Los Angeles (quartier de Chatsworth, Californie), est une actrice américaine.

## Biographie
Betty Lou Keim débute enfant au théâtre à Broadway (New York) dans Strange Fruit (en) de Lillian Smith (1945-1946, avec Mel Ferrer et Juano Hernández). Suivent trois autres pièces à Broadway, sa deuxième étant une adaptation du roman Crime et Châtiment de Fiodor Dostoïevski (1947-1948, avec John Gielgud et Lillian Gish) ; la dernière est A Roomful of Roses d'Edith Sommer (1955, avec Patricia Neal). Toujours à Broadway, s'ajoute la comédie musicale Texas, Li’l Darlin’ sur une musique de Robert Emmett Dolan (1949-1950).
Au cinéma, après une apparition enfant dans un court métrage de 1949, elle contribue à quatre longs métrages américains, Passé perdu de Roy Rowland (1956, avec James Cagney et Barbara Stanwyck), L'Enfant du divorce d'Edmund Goulding (adaptation de la pièce précitée A Roomful of Roses, 1956, avec Ginger Rogers remplaçant Patricia Neal, elle-même reprenant son rôle initial), Les Naufragés de l'autocar de Victor Vicas (1957, avec Joan Collins et Jayne Mansfield), et enfin Comme un torrent de Vincente Minnelli (1958, avec Frank Sinatra et Dean Martin).
À la télévision américaine, outre trois téléfilms diffusés en 1952, elle collabore à quatorze séries, la première dès 1950. La dernière est la série-western The Deputy, où elle tient le rôle récurrent de Fran McCord durant vingt-trois épisodes (1959-1960).
Cette même année 1960, Betty Lou Keim épouse l'acteur Warren Berlinger (né en 1937) et se retire alors définitivement pour se consacrer à sa famille. Quatre enfants sont nés de cette union qui s'achève à la mort de l'actrice début 2010, à 71 ans, d'un cancer du poumon. À noter que Warren Berlinger joue à ses côtés dans la pièce A Roomful of Roses puis dans son adaptation à l'écran L'Enfant du divorce.

## Théâtre à Broadway (intégrale)
(pièces, sauf mention contraire)
- 1945-1946 : Strange Fruit (en) de Lillian Smith (adaptation de son roman éponyme), mise en scène de José Ferrer : la jeune Laura Deen
- 1947-1948 : Crime et Châtiment (Crime and Punishment), adaptation par Rodney Ackland (en) du roman éponyme de Fiodor Dostoïevski : Polia
- 1949-1950 : Texas, Li'l Darlin', comédie musicale, musique de Robert Emmett Dolan (orchestrée par Robert Russell Bennett), lyrics de Johnny Mercer, livret de John Whedon et Sam Moore : Dogie Smith
- 1953-1954 : The Remarkable Mr. Pennypacker de Liam O'Brien, mise en scène d'Alan Schneider : la première pupille
- 1955 : A Roomful of Roses d'Edith Sommer : Bridget McGowan (renommée Dorothy McGowan dans l'adaptation au cinéma de 1956 L'Enfant du divorce ci-après mentionnée)

## Filmographie

### Cinéma (intégrale)
- 1956 : Passé perdu (These Wilder Years) de Roy Rowland : Suzie
- 1956 : L'Enfant du divorce (Teenage Rebel) d'Edmund Goulding : Dorothy « Dodie » McGowan
- 1957 : Les Naufragés de l'autocar (The Wayward Bus) de Victor Vicas : Norma
- 1958 : Comme un torrent (Some Came Runnihg) de Vincente Minnelli : Dawn Hirsh

### Télévision (sélection)
(séries)
- 1959 : Yancy Derringer (en), saison unique, épisode 33 Gone But Not Forgotten : Julie Randall
- 1959-1960 : The Deputy, saison 1, 23 épisodes : Fran McCord